# Juan Carlos Domínguez
Juan Carlos Domínguez Domínguez (Iscar, 13 april 1971) is een voormalig Spaans wielrenner. Hij was beroepsrenner vanaf 1994; in 2006 werd hem een startverbod opgelegd in de ENECO Tour wegens een te hoog hematocrietpeil.
Zijn grootste succes boekte hij in 2002 met het winnen van de proloog van de Ronde van Italië in Groningen.

## Belangrijkste overwinningen
1994
- GP Capodarco

1997
- 5e etappe Ronde van Murcia
- Eindklassement Ronde van Murcia
- Catalaanse Week

1998
- 3e etappe Ronde van Rioja
- Clásica Alcobendas

1999
- Clásica Alcobendas

2001
- 3e etappe Ronde van Aragón
- Eindklassement Ronde van Aragón
- 3e etappe Deel B Ronde van Asturië
- Eindklassement Ronde van Asturië
- Eindklassement Euskal Bizikleta

2002
- Proloog Ronde van Italië

2003
- 4e etappe Ronde van Picardië

2004
- 3e etappe Ruta del Sol
- Eindklassement Ruta del Sol

2005
- 4e etappe Ronde van Burgos
- Eindklassement Ronde van Burgos

## Resultaten in voornaamste wedstrijden
| Jaar | Ronde van Italië | Ronde van Frankrijk | Ronde van Spanje |
| ---- | ---------------- | ------------------- | ---------------- |
| 1995 |                  |                     | 65e              |
| 1996 | buiten tijd      |                     | 72e              |
| 1997 | opgave           |                     | 18e              |
| 1998 | 45e              |                     | opgave           |
| 2000 | opgave           |                     |                  |
| 2001 |                  |                     | 121e             |
| 2002 | 75e (1)          |                     | 93e              |
| 2003 |                  |                     | opgave           |
| 2004 | opgave           |                     | opgave           |
| 2005 |                  |                     |                  |

| Jaar | Milaan-San Remo | Amstel Gold Race | Luik-Bast.‑Luik |
| ---- | --------------- | ---------------- | --------------- |
| 1995 |                 |                  |                 |
| 1996 | 138e            | 47e              |                 |
| 1997 | 73e             |                  |                 |
| 1998 |                 |                  |                 |
| 2000 | 34e             |                  |                 |
| 2001 | 52e             |                  |                 |
| 2002 |                 |                  |                 |
| 2003 |                 |                  |                 |
| 2004 |                 |                  |                 |
| 2005 |                 |                  | 110e            |